# Romano Bijl
Romano Bijl (Oudenhoorn, 7 maart 1986) is een Nederlands voetballer die als verdediger speelde voor FC Zwolle. In het seizoen 2008/2009 kwam Bijl uit voor de amateurclub RKSV Leonidas uit Rotterdam.

## Statistieken
| Seizoen | Club      | Competitie     | Wedstrijden | Doelpunten |
| ------- | --------- | -------------- | ----------- | ---------- |
| 2006/07 | FC Zwolle | Eerste divisie | 4           | 0          |
| 2007/08 | FC Zwolle | Eerste divisie | 16          | 0          |
| Totaal  | Totaal    | Totaal         | 20          | 0          |